# Per sempre
Per sempre es una película italiana de 2003 dirigida y escrita por Alessandro Di Robilant. Contó con las actuaciones protagónicas de Giancarlo Giannini, Francesca Neri, Emilio Solfrizzi y Elisabetta Pellini.

## Sinopsis
Giovanni es un abogado penalista que tiene éxito tanto en el campo del trabajo como en las conquistas extramatrimoniales, a pesar de tener un matrimonio feliz. Sin embargo, su vida da un vuelco por la repentina intrusión de Sara, una bella profesional que conquista a los hombres solo para luchar contra el aburrimiento. Las consecuencias de esta relación llevarán a Giovanni a caer en un grave estado de postración física y psíquica, que, a pesar del cuidado del Dr. Doddoli, lo llevará a la muerte. El médico, herido por el fracaso profesional, decide intentar reconstruir las causas que llevaron al fallecimiento del abogado.

## Reparto
- Giancarlo Giannini es Giovanni
- Francesca Neri es Sara
- Emilio Solfrizzi es Doddoli
- Elisabetta Pellini es Sabrina
- Alberto Di Stasio es Caizzi
- Sabina Vannucchi es la esposa de Giovanni
- Gaia Zucchi